# Дворяк Сергій Васильович
Сергій Васильович Дворяк — (нар. 7 лютого 1947, в Білгород-Дністровському, Українська РСР, СРСР) — український лікар-психіатр, науковець, доктор медичних наук, професор, засновник першого в Україні реабілітаційного центру лікування наркотичної залежності за принципами програми «12 кроків», засновник «Українського інституту політики громадського здоров'я». Відомий завдяки впровадженню та поширенню інноваційних методів лікування наркотичної залежності, заснованих на принципах доказової медицини. Зокрема, Дворяк зіграв ключову роль у впровадженні лікування опіоїдної залежності за допомогою агоністів опіоїдів в Україні.

## Біографія
Сергій Дворяк народився 7 лютого 1947 року в місті Білгород-Дністровський, Одеської області (СРСР), в родині військових лікарів Василія і Людмили Дворяк.
В 1973 р. Дворяк закінчив Одеський медичний інститут, після чого завершив інтернатуру за спеціальністю «психіатрія». З 1979 року працював в Одеській обласній психіатричній лікарні № 1 завідувачем наркологічного відділення. В 1983—1985 рр. був аспірантом Московського інституту судової психіатрії ім. Сербського, і в 1986 році захистив дисертацію на здобуття ступеня кандидата медичних наук за спеціальністю «наркологія». З 1987 по 1989 рр. працював асистентом кафедри підліткової психіатрії та наркології Одеського медичного інституту. У 1989 р. разом з В. С. Бітенським і Б. Г. Херсонським підготував монографію «Наркоманії у підлітків».
У 1991 р. створив і очолив реабілітаційний центр для хворих з алкогольними й наркотичними проблемами «Сходи». Центр використовував у своїй роботі Міннесотську модель реабілітації, засновану на принципах і традиціях програми «12 Кроків», про яку Дворяк дізнався протягом свого першого візиту до Сполучених Штатів Америки в 1989 році.
У 1999 р. за конкурсом був обраний для проходження річного стажування в Університеті Джонса Гопкінса за програмою «Алкогольні та наркотичні розлади». У 2002—2004 рр. працював за контрактом в Програмі Розвитку ООН експертом з питань лікування та догляду за хворими на наркозалежність і ВІЛ-інфекцію. Перебуваючи на цій посаді, активно співпрацював з ВООЗ і стояв у витоків впровадження програм підтримувальної терапії агоністами опіоїдів для хворих на опіоїдну залежність.
У 2005 році Дворяк заснував ГО «Український інститут досліджень політики  щодо громадського здоров'я», згодом реорганізований у БО «Український інститут політики громадського здоров'я». Починаючи з 2005 року виконав низку досліджень в галузі епідеміології, лікування залежностей та профілактики ВІЛ як головний дослідник або співдослідник в партнерстві с Пенсільванським університетом, Медичною школою Єльського університету, Університетом Колорадо, ВООЗ, Управлінням ООН з наркотиків і злочинності, Державною установою «Український центр контролю за соціально небезпечними хворобами Міністерства охорони здоров'я України» та ін. В 2011—2012 роках проходив стажування в Пенсільванському Університеті (США) за програмою досліджень в галузі наркотичної залежності Національного Інституту Наркотичної Залежності, США (Research in drug abuse, clinical trials; NIDA/CTN Invest Fellowship).
В 2016-2022 роках обіймав посаду професора кафедри соціальної роботи та практичної психології Академії праці, соціальних відносин і туризму.
У 2016 році Дворяк захистив дисертацію на здобуття наукового ступеня доктора медичних наук за спеціальністю «наркологія». Тема дисертації «Інтегрована медико-соціальна допомога хворим із залежністю від опіоїдів».
Має 65 публікацій в peer-review журналах з тематики лікування наркотичної залежності, профілактики ВІЛ/СНІД в середовищі людей, що вживають наркотики та з інших питань громадського здоров'я.

## Внесок в розвиток лікування алкогольної та наркотичної залежності в Україні

### Програма 12 кроків в Україні
Після першого візиту до Сполучених Штатів, у 1991 р. Сергій Дворяк заснував реабілітаційний центр для хворих на залежність від алкоголю та наркотиків «Сходи» в м. Одеса, Україна. Центр «Сходи» вперше реалізував основні принципи 12-ти крокової програми лікування залежності в Україні.  З 1991 р. центр «Сходи» забезпечив  лікуванням сотні людей. Згодом було відкрито центр у Києві, Україна. Пізніше Дворяк залишив посаду в правлінні реабілітаційного центру «Сходи» аби зосередитись на медичних підходах до лікування залежності, а також діяльності, присвяченій дослідженням в галузі громадського здоров'я. Станом на 2017 рік 12-ти кроковий підхід прийнятий багатьма терапевтичними спільнотами є розповсюдженим підходом до лікування залежностей в Україні.

### Лікування опіоїдної залежності агоністами опіоїдів в Україні
До 2004-го лікування опіоїдної залежності агоністами опіоїдів (бупренорфін та метадон) було в Україні незаконним (станом на початок 2017-го р. метадонова замісна терапія залишаться незаконним способом лікування в Росії та Туркменістані). Перший пілотний проект лікування опіоїдної залежності за допомогою бупренорфіну розпочався в Україні у 2004 р. Починаючи від реалізації першого проекту в Україні, як засновник і директор "Українського інституту політики громадського здоров'я", Дворяк посідав провідне місце у забезпеченні наукового супроводу та дослідженні ефективності лікування наркотичної залежності агоністами опіоїдів. Він послідовно виступав за розширення масштабів лікування опіоїдної залежності агоністами опіоїдів як підходу, заснованому на принципах доказової медицини. Станом на кінець 2022-го р. налічується близько 27,000 людей з опіоїдною залежністю, які отримують лікування агоністами опіоїдів в Україні.

## Нагороди та відзнаки
- У 2007 р. Сергій Дворяк нагороджений премією Європейської асоціації лікування опіоїдної залежності (EUROPAD).[3]
- У 2008 р. нагороджений Почесною грамотою ООН «На знак визнання лідерства, партнерства і відданості справі організації національної відповіді на епідемію ВІЛ/СНІД».[7]
- У 2010 р. Американська асоціація лікування опіоїдної залежності (AATOD) нагородила його премією Нісвандер — Доул. Цією премією зазвичай нагороджують лікарів, які зробили значний внесок у розвиток і впровадження інноваційних методів терапії.[7][8]
- У 2013 р. відзначений Почесним дипломом Державної служби з контролю за наркотиками України за участь у розробці Державної стратегії щодо наркотиків.
- Член Ради директорів Європейської асоціації лікування опіоїдної залежності (EUROPAD).[8]
- В 2011- 2018 рр. був членом Керівної Ради (Governing Council) Міжнародного товариства боротьби зі СНІДом (International AIDS Society), де представляв Європейський регіон.[7]

## Згадування в літературі
У книзі «Кладезь безумия» Борис Херсонський згадує Сергія Дворяка в кількох історіях з часу їх спільної роботи в Одеській обласній психіатричній лікарні № 1.